# Centre Artístic d'Olot

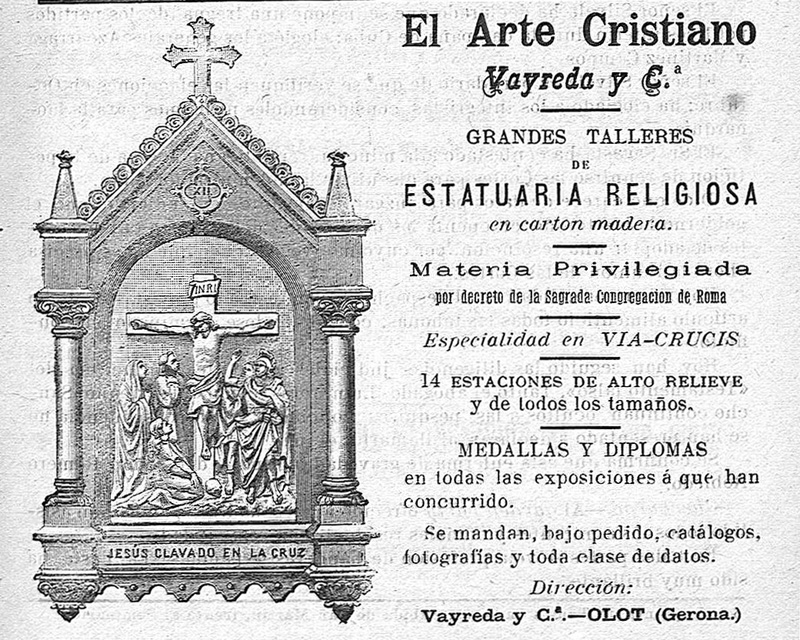
Fullet de propaganda d'El Arte Cristiano fundat per Joaquim Vayreda a Olot

El Centre Artístic d'Olot fou una entitat fundada a Olot el 1868 per Joaquim Vayreda i Vila (1843-1994) i Josep Berga i Boix (1837-1914), que seria el nucli de la futura Escola paisatgística d'Olot.
L'entitat no es va limitar a actuar com a dinamitzadora artística local sinó que va ser un referent de primer nivell de l'art català, al marge del nucli barceloní, on es concentrava el gruix de l'activitat artística del moment. Al Centre Artístic, posteriorment, se'l coneixeria com a Escola d'Olot, don va sorgir artistes com Josep Gelabert i Rincón entre d'altres.